# Gas CR
Il gas CR è un gas lacrimogeno, creato per ordine del ministero della difesa britannico tra la fine degli anni cinquanta e l'inizio degli anni sessanta.

## Caratteristiche fisiche
Il gas CR è un solido cristallino di colore giallo chiaro, leggermente solubile in acqua. Viene solitamente utilizzato sotto forma di microcristalli in sospensione in un liquido a base di glicole propilenico.
Contrariamente al nome attribuitogli, a temperatura ambiente si trova allo stato solido. Per ottenere il "gas", il composto viene introdotto in una bomboletta il cui innesco produce calore, formando così un aerosol a flusso costante.

## Effetti
Il gas CR è un gas lacrimogeno 10 volte più forte del CS.
Tra gli effetti vi sono irritazione cutanea, blefarospasmo e cecità temporanea, tosse e respiro affannoso con senso di soffocamento.
È tossico per ingestione od esposizione prolungata, e può essere letale se inalato in grande quantità, soprattutto in luoghi chiusi o senza ricambio d'aria. La morte sopraggiunge per asfissia e edema polmonare.
Tra gli effetti ipotizzati ma non confermati vi è la carcinogenesi.

## Decontaminazione
A differenza del gas CS, l'uso dell'acqua fa sì che l'effetto del gas CR si acutizzi. La pelle contaminata dal CR può irritarsi ulteriormente se esposta all'acqua, prolungando la durata del dolore per oltre 48 ore.
Non esistendo una vera e propria terapia, la decontaminazione avviene eliminando i vestiti e sciacquando gli occhi.